# Tyras (przystanek kolejowy)
Tyras (ukr. Тіра) – przystanek kolejowy w miejscowości Białogród nad Dniestrem, w obwodzie odeskim, na Ukrainie.
Nazwa pochodzi od starożytnego miasta Tyras, które leżało w miejscu dzisiejszego Białogrodu nad Dniestrem.